# Akbar Khazaei
Akbar Khazaei (persan : lang ; né le 11 août 1980 à Téhéran) est le premier et le seul juge professionnel international iranien de culturisme. Il a d’abord été juge amateur international de la Fédération Internationale de Musculation et de Fitness (IFBB ) mais plus tard, il a été nommé premier juge professionnel des compétitions de musculation IFBB PRO de nationalité iranienne

## Biographie

### Adolescence et carrière amateur
Akbar Khazaei a commencé le taekwondo en 1989 à l'âge de 9 ans et a commencé la lutte en 1993 à l'âge de 13 ans. En 1994, alors qu'il a 14 ans, il choisit la musculation. En 2001, Khazaei a participé pour la première fois à la compétition provinciale de culturisme et a remporté la médaille d'or à la compétition de culturisme de de Téhéran. Plus tard, il a remporté plusieurs premières places dans des compétitions de culturisme dans la province de Téhéran, mais en raison d'une blessure à la cuisse, il a dû se retirer des compétitions de culturisme et a commencé à travailler comme entraîneur,,,,.

### Nomination à titre de juge officiel de l’IFBB
En 2006, il a obtenu un certificat d'arbitre de culturisme de la Fédération iranienne de culturisme, et en 2007, après avoir participé aux cours de jugement de l'IFBB, en Thaïlande, il a reçu la licence d'arbitre de l'IFBB et de la Fédération asiatique de culturisme et de culturisme (ABBF) et a été répertorié dans le classement asiatique. Confédération Abbf. Ainsi, à 27 ans, il devient le plus jeune arbitre international d'Asie. Khazaei a été nommé premier entraîneur de l'équipe nationale iranienne de musculation en 2013.
En 2015, il a été sélectionné comme juge international de la Fédération internationale de musculation et de fitness (IFBB). La raison de la renommée de cet arbitre est son activité au niveau professionnel de l'arbitrage international de culturisme.

### Juge IFBB PRO
En 2022, Akbar Khazaei a quitté la profession de juge amateur en entrant dans IFBB PRO et a travaillé comme le seul juge professionnel international iranien, qui détient une carte de juge professionnel de l’IFBB. La raison de l’importance du jugement professionnel de l’IFBB PRO est que peu de gens dans le monde ont été nommés comme un juge de culturisme professionnel,, est le premier et le seul Iranien qui est un juge professionnel dans les compétitions internationales de musculation, à savoir, IFBB PRO,,,,.
Akbar Khazaei a jugé les compétitions de musculation, y compris Mr. Olympia en Tunisie, en Irak et au Pakistan, ainsi qu'Ashour Classic en Libye, ainsi qu'Ashoor Classic en Libye,. Après avoir jugé plusieurs compétitions en tant qu'arbitre international, il a été remarqué par les officiels des compétitions de culturisme (NPC),, et de ce fait, il a été choisi pour entrer dans le jury de la npc,. Il vit actuellement en Iran en tant que juge de culturisme professionnel IFBB PRO et est envoyé dans différents pays pour juger les compétitions de culturisme professionnel et les compétitions Mr. Olympia amateure et professionnelle,.

### Mr. Olympia 2022 de Las Vegas
En 2022, Khazai a été invité à juger le concours de musculation du National Physique Committee (NPC) des États-Unis ainsi que le Mr. Olympia 2022 à Las Vegas, aux États-Unis,, mais l'ambassade des États-Unis à Oman a rejeté sa demande de visa,,,.